# John Barbata
John Barbata (Passaic (New Jersey), 1 april 1945 – 8 mei 2024) was een Amerikaanse drummer. Hij speelde in de jaren zestig en zeventig in diverse rockbands, waaronder The Turtles en Jefferson Airplane. Hij was tevens werkzaam als sessiemuzikant en werkte met onder anderen Crosby, Stills, Nash & Young.

## Loopbaan

### The Sentinals en The Turtles
Barbata begon zijn muzikale carrière als drummer van The Sentinals, een surf- en rhythm-and-bluesband die hij in 1961 oprichtte in San Luis Obispo met Kenny Hinkle en Lee Michaels. De groep nam twee albums op voor Del-Fi Records, getiteld Surfer Girl en Big Surf!, maar had weinig succes. Barbata verving in 1971 Donald Ray Murray in de popgroep The Turtles, die toen op het punt stond om uiteen te vallen. Eerst werd echter een nieuwe single uitgebracht, "Happy Together", die de band een grote hit opleverde en ervoor zorgde dat de groep nog een paar jaar bleef voortbestaan. Barbata verliet The Turtles na de opnames van The Turtles Present the Battle of the Bands (uitgegeven in november 1968) om met David Crosby, Stephen Stills, Graham Nash en Neil Young te werken. Hij werd vervangen door John Seiter.

### CSNY en Jefferson Airplane
Begin jaren zeventig trad hij als drummer op met Crosby, Stills, Nash & Young (CSNY), hetgeen in 1971 resulteerde in het livealbum 4 Way Street, en hij begeleidde zowel Stills als Nash op hun eerste soloalbums, respectievelijk Stephen Stills en Songs for Beginners. Na de CSNY-tournee in 1970 waren de spanningen tussen Young en Stills zo hoog opgelopen dat de supergroep uiteenviel. Op verzoek van Young speelde Barbata mee tijdens diens Time Fades Away-tournee. Crosby liet hem toen weten dat Jefferson Airplane op zoek was naar een vervanger van drummer Joey Covington. Barbata sloot zich in 1972 aan bij Jefferson Airplane en werkte mee aan diverse albums, waaronder ook enkele nadat de groep van Grace Slick doorging onder de naam Jefferson Starship.

### Overig werk
Hij was ook betrokken bij de opnames van Metal Machine Music van Lou Reed en bij het eerste solowerk, Hand Sown... Home Grown, van Linda Ronstadt na haar periode met The Stone Poneys. In 1971 nam hij met Chris Ethridge (van The Flying Burrito Brothers) en Joel Scott-Hill het album L.A. Getaway op. Eind jaren zeventig nam hij afscheid van Jefferson Starship en sindsdien trad hij minder vaak op de voorgrond, al heeft hij nog wel even gewerkt met zangeres Rita Coolidge. Barbata werd hierna een 'wedergeboren christen' en verhuisde met zijn vrouw naar Oklahoma.
Barbata overleed op 8 mei 2024 op 79-jarige leeftijd.